# معکوس سوم
معکوس سوم (به انگلیسی: Third inversion) صدایی است از یک آکورد هفت که در آن هفتم آکورد در بخش باس قرار می‌گیرد و پایه آکورد با فاصلهٔ دوم بزرگ، در بالای آن قرار می‌گیرد. در یک آکورد هفت نمایان سل، نُتِ فا که «هفتم آکورد» است، در بخشِ باس و نت سل با «فاصلهٔ دوم» و به همین ترتیب فواصل چهارم (سی) و ششم (ر) در رتبهٔ بعدی نسبت به نتِ فا جمع می‌شوند.
معکوس‌ها به غیر از نت باس و پایه که ترکیب معکوس سوم را تشکیل می‌دهند، به تعداد نت‌های آکورد محدود نمی‌شوند و ترکیب ثابتی ندارند. از این رو تنوعِ زیبایی حاصل می‌شود.
کاربردِ هر گونه صدایی در بخش‌های بالاتر از باس مجاز است به شرطی که معکوس سوم، از اجزا آکورد در بخش باس باشد. اما ممکن است هر نوع آرایشی از نت‌های آکورد در بخش بالایی قرار گیرند. از جمله دوبله در اکتاو، فواصل ترکیبی یا حذف یکی از نت‌های آکورد. (به عنوان مثال: «فا - سل - سی - ر»، «فا - سی - ر - سل»، «فا - سل - سی - ر - سل» و غیره)